# Aglaojoppa caeruleodorsata
Aglaojoppa caeruleodorsata är en stekelart som beskrevs av Cameron 1903. Aglaojoppa caeruleodorsata ingår i släktet Aglaojoppa och familjen brokparasitsteklar. Utöver nominatformen finns också underarten A. c. sauteri.